# 上地雄輔のラジ音!
『上地雄輔のラジ音!』（かみじゆうすけのラジおん）は、NHK-FM放送で2011年4月8日から2013年3月22日まで、NHKラジオ第1放送で同4月10日より放送されたラジオトーク番組である。

## 概要
俳優の上地雄輔がラジオパーソナリティに初挑戦する番組である。当初の仮題名は「上地雄輔のゆめゆめブログ」であった。
番組では10代・20代の悩み・考えをリスナーから募集し、それについて上地の考えや励ましを述べ、それに沿った音楽をリスナーにプレゼントするというものである。また上地と親しい俳優や音楽家などをゲストに迎えたトークを行った。

## 放送日時
- 初回放送（NHK-FM）：隔週金曜 22:00 - 22:40
- 再放送（ラジオ第1）
  - 2011年度：隔週日曜（放送翌々日）19:20 - 20:00
NHK広島放送局のみ2011年度のFMでの本放送は「ぶち☆なま」放送のため差し替えとなり、ラジオ第1の再放送が本放送扱いだった。
  - 2012年度：隔週土曜（放送翌日）20:05頃 - 20:45
2012年度の再放送の時間移動はwktkラヂオ学園新設など、若者向け番組の統合・整理に伴うもの。

## 著名人のゲスト
- 第1回 品川ヒロシ（品川庄司、芸人・映画監督）
- 第2回 N.O.B.B a.k.a GP（餓鬼レンジャー）
- 第4回 板谷由夏（女優）
- 第6回 MONKEY MAJIK（ロックバンド）
- 第7回 つるの剛士（タレント）
- 第8回 Heartbeat（歌手）
- 第9回 小泉孝太郎（俳優）
- 第10回 臼田あさ美（ファッションモデル・女優）
- 第11回 スガシカオ（シンガーソングライター）
- 第12回 かりゆし58（ロックバンド）
- 第13回 忍成修吾（俳優）
- 第14回 江川達也（漫画家）
- 第15回 柴田知美（歌手）
- 第16回 成宮寛貴（俳優）
- 第17回 ユースケ・サンタマリア（俳優・タレント）
- 第18回 八嶋智人（俳優）
- 第19回 木村多江（女優）
- 第20回 ラサール石井（タレント）
- 第22回 山下弘毅（写真家）
- 第23回 餓鬼レンジャー（ヒップホップグループ）
- 第24回 武田双雲（書道家）
- 第25回 岡田圭右（ますだおかだ、芸人）
- 第26回 深川栄洋（映画監督）
- 第28回 琴奨菊和弘（大相撲力士）
- 第29回 山田能龍（山田ジャパン主宰、脚本家、俳優）
- 第31回 波岡一喜（俳優）
- 第32回 ビビる大木（芸人）
- 第33回 天野ひろゆき（キャイ〜ン、芸人）
- 第34回 クリス松村（フィットネス・インストラクター）
- 第35回 GILLE（歌手）
- 第36回 JESSE（RIZE、ミュージシャン）
- 第37回 野村萬斎（狂言師）
- 第38回 今井絵理子（歌手）
- 第39回 RED RICE（湘南乃風、ミュージシャン）
- 第40回 久米明（俳優、声優、ナレーター）
- 第41回 堀内健（ネプチューン、芸人）
- 第42回 上野由岐子（ソフトボール投手、金メダリスト）
- 第43回 Mummy-D（RHYMESTER、ヒップホップMC）
- 第44回 Ms.OOJA（歌手）
- 第45回 TEE（歌手）

## 番組内使用曲
- 遊助「I will go my way!!」 - オープニング・テーマソング
- 遊助「ひと」 - エンディング・テーマソング
- 遊助「今日の花」
- 遊助「其の拳」

## 関連番組
- AKB48の"私たちの物語" - 本番組と交互に放送
- ぶち☆なま - 広島県における差し替え番組（2011年度）。
なおこの番組が終了する2013年4月以後は、上記番組との隔週編成には変わりないものの、「ラジ音!」の後枠は「星野源のラディカルアワー」を編成する（FMのみ。ラジオ第1では放送終了となる）。